# Saint-Julien-Molhesabate
Saint-Julien-Molhesabate is een gemeente in het Franse departement Haute-Loire (regio Auvergne-Rhône-Alpes) en telt 196 inwoners (1999). De plaats maakt deel uit van het arrondissement Yssingeaux.

## Geografie
De oppervlakte van Saint-Julien-Molhesabate bedraagt 28,1 km², de bevolkingsdichtheid is 7,0 inwoners per km².
De onderstaande kaart toont de ligging van Saint-Julien-Molhesabate met de belangrijkste infrastructuur en aangrenzende gemeenten.

## Demografie
Onderstaande figuur toont het verloop van het inwonertal (bron: INSEE-tellingen).